# Société Fraternelle des Patriotes de l'un et l'autre sexe

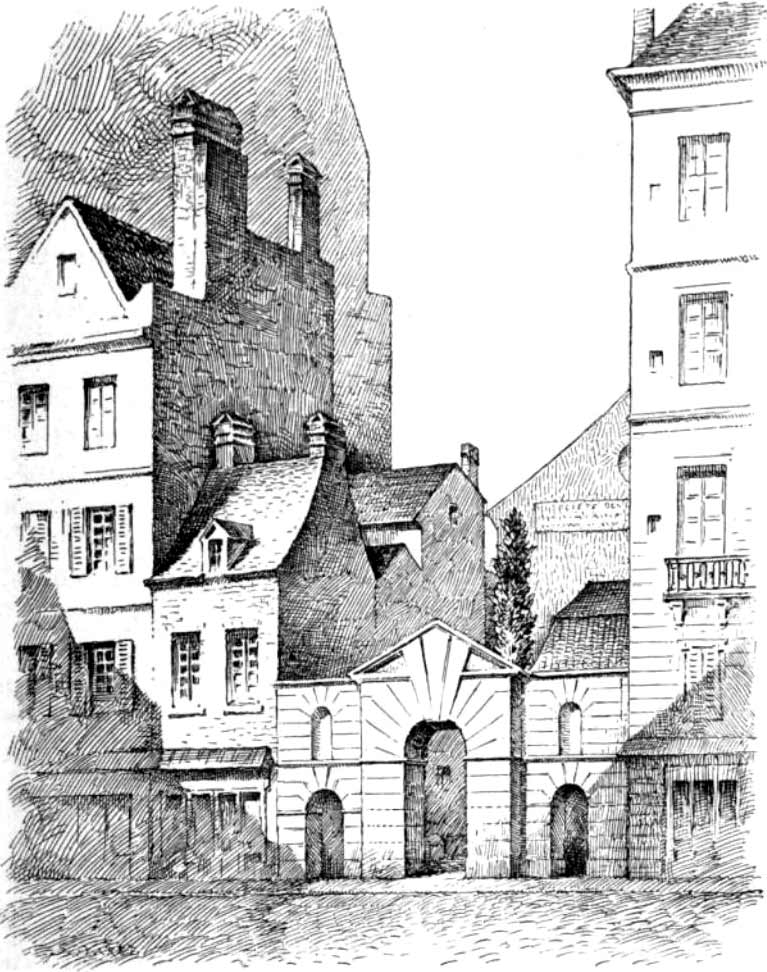
Het Dominicaanse klooster aan de Rue Saint-Honoré in Parijs waar de Société Fraternelle bijeenkwam

De Société Fraternelle des Patriotes de l'un et l'autre sexe, Défenseurs de la Constitution (Nederlands: Broederlijke Vereniging van Patriotten van beide geslachten, Verdedigers van de Grondwet) was een Franse revolutionaire organisatie.

## Geschiedenis
In het begin van de Franse revolutie waren een aantal revolutionaire genootschappen opgericht, zoals de Cordeliers en de Jakobijnen), maar deze clubs waren uitsluitend voor mannen. In februari 1790 richtte de docent Dansart een nieuwe politiek genootschap op waar ook vrouwen welkom waren. De vereniging wist veel vrouwen aan te trekken en in 1791 kreeg het genootschap zijn latere naam.
Na de afkondiging van de Verklaring van de rechten van de mens en de burger protesteerde de Société Fraternelle samen met de Cordeliers tegen de Verklaring. Ze spraken zich uit tegen het onderscheid tussen een actieve en een passieve burger en het vetorecht. Na de Vlucht naar Varennes maakte de vereniging zich samen met de Cordeliers ook hard voor de afschaffing van de monarchie en trokken ze enige tijd samen met de Cordeliers op met een anti-royalistische campagne.

## Organisatie
Ondanks dat vrouwen onderdeel waren van de organisatie werden ze niet gelijk behandeld. Zo was de positie van voorzitter aan een man voorbehouden en van de zes posities voor secretaris waren er maar slechts twee voorbehouden aan vrouwen. Vrouwen hadden dezelfde lidmaatschapskaarten als mannen en hadden net zoals zij het recht om te stemmen.

## Bekende leden
- Louise de Kéralio
- Claire Lacombe
- Pauline Léon
- Théroigne de Méricourt
- Etta Palm